# Nathan Green
Nathan "Nearest" Green (Lynchburg, c.  1820) foi um destilador estadunidense. Green foi o primeiro destilador afro-americano conhecido, que ensinou suas técnicas de destilação a Jack Daniel, fundador da destilaria de uísque Jack Daniel's Tennessee. Foi contratado como o primeiro mestre destilador da Jack Daniel Distillery.

## Biografia
Em algum momento da década de 1850, quando Jack Daniel era menino, ele foi trabalhar para Dan Call, um pregador, merceeiro e destilador. De acordo com a tradição da empresa, o pregador era um homem ocupado e, quando viu uma promessa no jovem Jack, o ensinou a administrar seu uísque.
No entanto, em junho de 2016, o The New York Times publicou uma história identificando o verdadeiro professor de Daniel como Green, um dos escravos de Call. O jornal informou que historiadores e moradores locais conhecem a história de Green há décadas. A história de Green – de acordo com o artigo, “construída sobre a história oral" – pode nunca ser definitivamente provada. Um artigo do USA Today publicado em julho de 2017 corrigiu a grafia Nearis de seu nome e confirmou que Jack Daniel disse que seu nome correto era Nathan "Nearest" Green.
A documentação mostra que Green era de propriedade de uma empresa conhecida como Landis & Green, que provavelmente o contratou para a Call por uma taxa. Green foi uma das poucas pessoas escravizadas que ficaram trabalhando para Call após a Proclamação de Emancipação. Ao apresentar Green a Jack Daniel quando tinha 8 anos, Call é citado dizendo: "O tio Nearest é o melhor fabricante de uísque que eu conheço". Call teria dito a Green: "Quero que [Jack] se torne o melhor destilador de uísque do mundo - se ele quiser. Você me ajuda a ensiná-lo".
Conhecido como Nearest Green, ou "Tio Nearest", ele tocava violino e era um animador. Os descendentes de Green dizem que essa característica foi passada para seu filho, Jesse Green.
A escravidão terminou com a ratificação da Décima Terceira Emenda à Constituição dos Estados Unidos, em 1865. Daniel abriu sua destilaria um ano depois e imediatamente empregou dois dos filhos de Green, George e Eli Green. Ao todo, pelo menos três dos filhos de Green faziam parte da equipe da Jack Daniel Distillery: George Green, Edde Green e Eli Green. Pelo menos quatro dos netos de Nearest se juntaram à equipe de Jack Daniel, Ott, Charlie, Otis e Jesse Green. Ao todo, sete gerações consecutivas de descendentes de Nearest Green trabalharam para a Jack Daniel Distillery, com três descendentes diretos continuando a trabalhar lá em novembro de 2017.
Nathan "Nearest" Green foi casado com Harriet Green e tiveram 11 filhos juntos, sendo nove filhos e duas filhas. Quatro de seus filhos, Louis, George, Jesse e Eli, estão listados no censo de 1870. Sete dos filhos e ambas as filhas estão listados no censo federal de 1880.

## Legado
A autora Fawn Weaver lançou a Nearest Green Foundation para comemorar Green. A fundação é responsável por um museu, um parque memorial e um livro sobre sua vida. Além disso, estabeleceu bolsas de estudos para os descendentes de Green.
Em julho de 2017, a Uncle Nearest Inc., criou um uísque em homenagem ao legado de Nearest Green. Chamado "Uncle Nearest 1856 Premium Whiskey", foi criado trabalhando com duas destilarias do Tennessee, mas não com a Jack Daniel Distillery.
Em agosto de 2017, a Brown-Forman Corporation, proprietária da Jack Daniel Distillery e da marca, reconheceu oficialmente Green como seu primeiro destilador e o adicionou ao site da empresa. Em outubro de 2017, Brown-Forman adicionou seu legado a seus tours oficiais e uma grande exibição no Jack Daniel's Visitors Center.